# 板金塗装
板金塗装・鈑金塗装（ばんきんとそう、英語: bodywork & paint）とは、主にダメージを受けた自動車の外装パーツ（鋼板）を、板金作業と塗装作業の工程を経ることにより、修理・再生する作業を指す。塗装は職人の腕により色の違いが出てくることもある。

## 概要
板金塗装は損傷を受けた自動車のボディーパーツを、板金と塗装の工程によって、修復・再生することを目的として行われる。建築物などの材料加工や修復についても呼ばれることがあるが、一般的には、自動車の修復作業を指す。
板金作業は車のボディーの変形部分を元の形状に戻すための作業である。変形の程度によって、外板業務、フレーム修正、取替作業の3つに分類される。板金ハンマーと当て板を使用するハンマリングによる板金が代表的なものになるが、スタッド溶接機を使用するものやフレーム修正装置を使用するものなど、その方法は多岐にわたる。また、ボディパーツの部品交換作業や塗装作業に伴う部品の脱着作業も板金の一部として扱われる場合が多い。
塗装作業は修復した部分に調色した塗料を塗り、元の色合いに塗装していく作業である。板金によって整えられたボディパーツや新品に交換されるボディーパーツに対し、吹きつけ等の塗装を行うことにより、元の状態に近い装飾を行う作業である。